# Jean-Claude Bagot
Pour les articles homonymes, voir Bagot.
Jean-Claude Bagot (né le 9 mars 1958 à Saint-Hilaire-du-Harcouët, dans la Manche) est un coureur cycliste professionnel français. Il fut professionnel de 1983 à 1996 dans les équipes St-Étienne-UC Pelussin, Skil, Fagor, RMO, Castorama et Festina. Avant tout un équipier expérimenté, il a néanmoins décroché quelques succès personnels. Il a encadré pendant quelques mois les stages vélo Sport Azur. Il a également été chauffeur pour ASO.
Son fils Yoann est également coureur professionnel.

## Palmarès

### Coureur amateur
- 1974
  - Champion de la Manche cadets
- 1976
  - Junior - Trophée de la Manche des Espoirs
- 1980
  - Grand Prix Lainé
- 1981
  - Redon-Redon
  - 3e étape de la Route de France
  - Critérium de Villedieu-les-Poêles
  - 3e du Circuit des Remparts
- 1982
  - 2ea et 2eb (contre-la-montre par équipes) étapes de la Route de France
  - 2e du Tour de l'Essonne

### Coureur professionnel
| - 1984 - Tour méditerranéen : - Classement général - 3e étape - 1re étape de l'Étoile des Espoirs - 2e de la Flèche du Midi - 3e du Tour d'Armor - 6e du Grand Prix du Midi libre - 10e de Paris-Nice - 1985 - 2e de la Flèche du Midi - 2e de la Polynormande - 9e du Grand Prix du Midi libre - 1986 - 2e de la Semaine catalane - 3e du championnat de France sur route - 4e du Critérium du Dauphiné libéré - 8e du Grand Prix du Midi libre | - 1987 - 6e étape de Paris-Nice - 6e étape du Tour d'Italie - 8e étape - secteur B du Tour de Catalogne - 2e du Grand Prix de Plouay - 6e de Paris-Nice - 1989 - 9e du Tour d'Espagne - 1990 - 3e de la Polynormande - 1991 - Champion des Bouches-du-Rhône de cyclo-cross - Champion de Provence de cyclo-cross - 2e du Trio normand |  |

## Résultats sur les grands tours

### Tour de France
9 participations
- 1984 : non-partant (7e étape)
- 1985 : 65e
- 1986 : 19e
- 1987 : 33e
- 1988 : 39e
- 1990 : 52e
- 1991 : 36e
- 1992 : abandon (13e étape)
- 1994 : 47e

### Tour d'Italie
3 participations
- 1987 : 25e, vainqueur de la 6e étape
- 1990 : 18e
- 1991 : 28e

### Tour d'Espagne
5 participations
- 1984 : 14e
- 1985 : 28e
- 1988 : 29e
- 1989 : 9e
- 1994 : 57e